# Attila Kovács
Attila Kovács (Budapest, 30 dicembre 1939 – Budapest, 10 novembre 2010) è stato uno schermidore ungherese, vincitore di una medaglia d'argento e due di bronzo ai campionati mondiali di scherma.
Era figlio di Pál Kovács e fratello di Tamás Kovács.